# الجائف الأسفل (همدان)

تعديل مصدري - تعديل

الجائف الأسفل هي إحدى قرى عزلة بني مكرم بمديرية همدان التابعة لمحافظة صنعاء، بلغ تعداد سكانها 1405 نسمة حسب تعداد اليمن لعام 2004.